# Lighthouse Foundation

Das Logo der Stiftung

Die Lighthouse Foundation ist eine gemeinnützige Stiftung bürgerlichen Rechts mit Sitz in Hamburg. Die Geschäftsstelle befindet sich seit 2006 in Kiel.

## Geschichte und Stiftungszweck
Die Lighthouse Foundation wurde als „Stiftung für die Meere und Ozeane“ im Jahr 2000 in Hamburg gegründet. Das Stiftungskapital von 25 Millionen Euro stammt aus der Hamburger Wirtschaft.
Zweck ist die Förderung von integrierten nachhaltigen Entwicklungen und die Förderung verantwortlichen Handelns für unsere marine Umwelt.

## Aktivitäten
Die Stiftung ist weltweit tätig. Gefördert werden lösungsorientierte Projekte mit Bezug zum Meer, die in einem definierten regionalen Rahmen konkrete Entwicklungsimpulse geben sollen und darauf abzielen, die Lebensumstände der betreffenden Bevölkerung nachhaltig zu verbessern, sowie direkt zu einer sichtbaren Reduzierung des marinen Ressourcenverbrauchs beitragen.
Die Vorhaben sollen Beispiele für die Machbarkeit einer nachhaltigen Entwicklung im Sinne der Agenda 21 liefern. Die Stiftung soll durch ihre Aktivitäten die Verknüpfung von Mensch und Meer aufzeigen und ein besseres Verständnis für Meeresthemen in der Öffentlichkeit vermitteln.